# Siemens (ledningsevneenhed)
 For alternative betydninger, se Siemens. (Se også artikler, som begynder med Siemens)
Størrelsen af den elektriske ledningsevne i en given elektrisk leder måles i den afledte SI-enhed siemens (symbol: S), hvilket er det samme som ohm−1 = Ω−1; amerikanerne skriver også mho, men dette er ikke en tilladt skrivemåde efter SI. Den elektriske ledningsevne måles ved jævnstrøm.
Andre størrelser som måles i siemens:
- Admittans
- Transkonduktans

Den elektriske ledningsevne i siemens er pr. definition det inverse af den elektriske modstand i ohm.
Enheden siemens er opkaldt efter den tyske opfinder og industrimand Werner von Siemens.